# Ophioglossum bulbosum
Ophioglossum bulbosum là một loài dương xỉ trong họ Ophioglossaceae. Loài này được Michx. mô tả khoa học đầu tiên năm 1803.
Danh pháp khoa học của loài này chưa được làm sáng tỏ. 